# Бюргель (Тюрингия)
Бюргель (нем. Bürgel) — провинциальный городок в округе Заале-Хольцланд, Тюрингия. Он находится между городами Йена и Айзенберг.
Город известен благодаря производству керамики. Отличительные черты бюргельской керамики — синий цвет и белый рисунок «горох». В наши дни в Бюргеле продолжают работу около 10 гончарных мастерских. Ежегодная ярмарка керамики проходит в конце июня.

## География
Город граничит со следующими муниципальными образованиями (по часовой стрелке): с городом Шкёлен на севере, с Мертендорфом, Раушвицем, Найншпитцем на северо-востоке с Сербой на востоке, с Вальдеком на юго-востоке, с Альберсдорфом, Шайдицем и Шонгляйной на юге, Грослеблихшау и Йеналёбниц на западе, а также с Грайчен, Наусницем и Поксдорфом на северо-западе.

## Структура городского управления
Районы города:
· Тальбюргель,
· Гнибсдорф,
· Бойльбар,
· Герега,
· Ильмсдорф,
· Хетцдорф,
· Зильберталь,
· Дрошка,
· Геритцберг,
· Хоендорф,
· Нишвитц,
· Лука,
· Родигаст
· Таупадель.
Муниципалитет города также управляет деревнями: Наусниц, Грайчен-бай-Бюргель и Поксдорф, однако они являются самостоятельными общинами.

## История
Впервые Бюргель упоминается в письменных источниках 13 февраля 1133 года. В 1234 Бюргель, среди двадцати четырех прочих поселений, получил статус города. В те времена укрепления располагались в районе современного Старого города, на юг от Георгенберга. Существовавшая на этом месте крепость (в наши дни от нее сохранились лишь остатки стен), дала имя всему городу. Как и город Бюргель, так и находящийся в районе Тальбюргель монастырь получили имена от крепости (Бюргелин) на горе Георгенберг. Перекресток Северной, Южной, Восточной и Западной улиц на железной дороге (в 1283 году названный «Перекресток») имел большое значение для монастыря и всего города. После того, как землю Заалеталь начали возделывать и в Дорндорфе был построен мост через реку Заале, транспортный поток в Бюргеле значительно сократился и городу пришлось искать новые пути сообщения.
На горе Гольдберг, к юго-западу от Хоендорфа, располагался небольшой замок. Он, вероятно, служил контрольным пунктом на старой дороге Хандельсштрассе, ведущей из Штадтроды в Наумбург. С тех времен сохранились также остатки неглубоких рвов и веранд. Центральную площадь города легко узнать по двум липам. В так называемом Хофгартене (располагается в районе Бойльбар) находилась усадьба с замком. Позднее к нему была пристроена часовня Мариенкапелле. Сейчас же это место отмечают только руины и несколько деревьев.
В районе Гнибсдорф также можно увидеть остатки стен оборонительных укреплений. На подъезде к этому району по федеральной магистрали Б 7вы увидите прекрасный луг с высокими деревьями. В этом саду и прячутся старые стены.
Известно, что керамику в Бюргеле начали производить еще в 15 веке, а в 17 веке он получил прозвище «Гончарный город».
Бюргель принадлежал одноименному монастырю, который был закрыт во время Реформации, в 1526 году. Тогда город перешел в управление канцелярий Эрнестинских герцогств. В разные периоды истории город относился к разным герцогствам. В 1677 году Бернхард, герцог земли Саксен-Йена, заложил в Бюргеле зоопарк. Начиная с 1815 года город входил в состав Герцогства Саксен-Веймар-Эйзенахского, которое в 1850 году было присоединено к управлению Ваймар (управление Апольда). В 1920 году этот район стал частью федеральной земли Тюрингия. С 1905 по 1969 годы железная дорога Кроссен-Порштендорф, проходившая через Бюргель, была закрыта.
Весь период нацизма стал для всей страны временем террора. Семья бургомистра города Таупадель (бургомистр высказался за окончание войны), в 1945 году была задержана патрулем СС. Супруги были убиты к западу от города Родигаст. На их могиле на кладбище в Таупадель и в Родигасте установлены мемориальные доски. Во время Второй Мировой войны женщины и мужчины из Польши были обязаны работать на полях города и в его окрестностях. Семь человек, погибших при этой работе, похоронены на местном кладбище. В апреле 1945 года бывшие заключенные концлагеря Бухенвальд прошли по дороге Б7 через Бюргель в так называемом марше смерти. 43 человека, погибшие по дороге из-за террора войск СС навечно остались на этой земле. Они похоронены в самом Бюргеле, а так же в Тальбюргеле, Гнибсдорфе, Родигасте, Таупадель, Дрошке и Айзенберге. С 1979 года на здании городского управления города установлена мемораиальная доска в память в марше смерти.

## Численность населения
Изменения численности населения (на 31 декабря):
| · 1994: 2964 · 1995: 3051 · 1996: 3135 · 1997: 3272 · 1998: 3332 · 1999: 3389 | · 2000: 3366 · 2001: 3318 · 2002: 3330 · 2003: 3341 · 2004: 3291 · 2005: 3304 | · 2006: 3269 · 2007: 3228 · 2008: 3195 · 2009: 3173 · 2010: 3137 · 2011: 3117 | · 2012: 3067 · 2013: 3052 · 2014: 3053 · 2015: 3069 · 2016: 3079 · 2017: 3137 | · 2018: 3132 · 2019: 3058 · 2020: 3047 |

Городское управление
Бюргель — это община для Гратшайна, Наузитца и Поксдорфа.

## Городское управление
Совет общины с 2019 года
Результаты выборов в совет общины 26 мая 2019 года:
· Христианско-демократический союз Германии: 9 мест, доля голосов 57,6 %
· Независимый комитет Бюргеля: 7 мест, доля голосов 42,4 %

## Символика
Герб города: на красном щите изображение святого патрона города — рыцаря Святого Георга — убивающего зеленого дракона.

## Города-партнеры
Латвийское село Вецпиебалга является городом-побратимом Бюргеля. Также дружеские отношения связывают город с Ридлингеном (земля Баден-Вюттемберг).

## СМИ
Наряду с городской газетой «официальный бюллетень Бюргеля» еженедельно издается рекламная газета Hallo, Jena и Allgemeine Zeitung
Издание Ostthüringer Zeitung, в котором рассказывается о событиях в Бюргеле, печатают в округе Айзенберг.

## Служба пожарной безопасности
В городе существует свое пожарное подразделение. Пожарное депо находится в самом Бюргеле. Остальные депо для малогабаритных пожарных машин располагаются в Родигасте и Ильмсдорфе.

## Транспорт
Через Бюргель проходит достаточно оживленная Федеральная дорога 7. Также имеется автобусное сообщение до Йены через Гросслебихау или Граичен, до Айзенберга через Хайнспиц, до Хоэндорфа, до Гереги через Ильмсдорф и Тальбюргель, а также многих других населенных пунктов региона. Некоторые маршруты сделаны специально для школьников в учебное время.
Железнодорожная ветка Кроссен, соединявшая Эльстер и Порштендорф, была закрыта в 1969 году.

## Культура и достопримечательности
В городе находится готическая церковь святого Иоанна, а также музей керамики. С 1971 года каждый год в Бюргеле проводится ярмарка керамических изделий (ее не было лишь в 1982, 1983 и 2020 годах).
Также к достопримечательностям относятся бывший процентный склад Бюргельского монастыря и романские церкви бывшего Бенедиктинского аббатства, построенные в 1133 году. Эти церкви уже почти 20 лет являются местом проведения различных концертов.
На склонах горы на подходе к Бюргелю располагается бывшая больница Святого Георга.
В районе Тальбюргель находится кладбище, где захоронены пять неизвестных узников концлагеря Бухенвальд, погибших от руки войск СС во время марша смерти в апреле 1945 года.